# Journey
Journey es una banda de rock creada en 1972 en San Francisco, Estados Unidos, por el teclista Gregg Rolie y el guitarrista Neal Schon, integrantes originales de Santana. De estilo rock progresivo en sus inicios, fue cambiando a un estilo más melódico con la incorporación del vocalista Steve Perry en 1978, quien con su voz convirtió a la banda en una de las más destacadas de los años 1980, con ventas de más de 75 millones de discos en todo el mundo convirtiéndolos en uno de los artistas más exitosos de todos los tiempos.
Journey alcanzó la cima del éxito en 1981 con el álbum Escape, que contenía canciones como «Open Arms», «Who's Crying Now» y «Don't Stop Believin'». Durante ese período, la banda lanzó una serie de canciones de éxito, incluyendo «Don't Stop Believin'» de 1981, el más vendido en la historia de iTunes.

## Historia

### Comienzos 1973-76
Las raíces de Journey se encuentran en San Francisco, donde en 1971 el representante de Carlos Santana, Walter Herbie Herbert, decidió organizar una banda de músicos, originalmente llamada The Golden Gate Rhythm Section. Insatisfecho con la dirección musical que buscaba Santana, el teclista/vocalista Gregg Rolie y el guitarrista Neal Schon dejaron la banda en 1972. Prairie Prince de The Tubes, el bajista Ross Valory de Frumious Bandersnatch, y el guitarrista rítmico George Tickner fueron añadidos al nuevo proyecto. Tras un infructuoso concurso radial que buscaba un nombre para el grupo, Jack Villanueva sugirió el nombre "Journey.". La primera aparición pública del grupo fue en Winterland en la víspera de año nuevo en 1973. Al día siguiente volaron a Hawái a tocar en el Crater Festival.
A comienzos de 1973, Prairie Prince se reunió con su antiguo grupo, The Tubes, así que Herbert trajo a Aynsley Dunbar, un baterista que había tocado con John Lennon, Frank Zappa, John Mayall, Jeff Beck, Bonzo Dog Band, Mothers of Invention, Lou Reed, y David Bowie. El 5 de febrero de 1974, la nueva conformación del grupo debutó en el Great American Music Hall, asegurando un contrato con Columbia Records. Journey lanzó su álbum homónimo en 1975. Ese mismo año Journey invitó a Albert King a uno de sus conciertos. El disco mostraba el considerable talento de la banda para la música jazz-fusión y el rock progresivo. El guitarrista rítmico Tickner dejó la banda poco antes de la grabación del segundo álbum del grupo, Look into the Future (1976), el cual le bajó el tono al sonido progresivo del primer disco, pero retuvo su base de jazz-fusión. El siguiente disco, Next, intentó reducir la duración de sus canciones para apelar a una mayor audiencia, e incluyó a Neal Schon cantando varias de las canciones, pero aun así, el éxito comercial seguía eludiéndoles.

### Nuevo cantante, y (casi) un nuevo rumbo
Con las ventas mediocres de Next el grupo fue presionado por el estudio para cambiar de dirección y buscar un nuevo cantante. Como resultado, Journey trajo a Robert Fleischman. Nativo del sur de California, Fleischman había estado tocando con un grupo de Chicago cuando su representante, Barry Fey, lo trajo a Denver en 1977 para una entrevista con ejecutivos de un estudio. "Estaba nevando mucho y no sabíamos si los ejecutivos iban a lograr llegar a la reunión, pero luego aparecieron muchas personas de la Costa Oeste y de la Costa Este" recuerda Fleischman. Él fue "descubierto" por un ejecutivo de la CBS en dicha reunión, y un par de semanas después, fue enviado a San Francisco para una audición con Journey.
A Fleischman le fue notificado que la banda buscaba un estilo más popular, similar al de Foreigner o Boston, por lo que Fleischman supo que su vocalización inspirada por Robert Plant de Led Zeppelin sería un extra. Sin embargo, la potencia de la banda a la que él se intentaba unir, lo impresionó. En su primera sesión de estudio juntos, Fleishman señala, "Era como... tener fuegos artificiales en la bolsa de atrás. Ellos llevaban tanto tiempo tocando juntos, y lo hacían tan bien, que era grandioso tocar con gente así". Dichas sesiones produjeron el tema "For You," que luego aparecería en Time³, y "Wheel in the Sky," que luego fue reeditada sin Fleischman para el disco Infinity.
Fleischman salió de gira con la banda a inicios del año siguiente, pero su lugar en el grupo tenía las horas contadas. Mantuvo a su propio representante, Barry Fey, lo cual demostró ser una constante confrontación con el representante de Journey, Herbie Herbert. Adicionalmente, Herbert parecía no estar dispuesto a dejar que la nueva dirección de la banda saliera a relucir de inmediato, lo cual terminó en situaciones como que Fleischman tenía que agitar una pandereta mientras el resto del grupo seguía tocando sus canciones antiguas para su grupo de seguidores jazz-fusión. Fleischman también chocó con otros miembros del grupo debido a que, aparentemente, no era un escritor de canciones muy productivo.

### La segunda es la vencida: Nuevo vocalista 1977-80
El representante Herbie Herbert había oído mencionar al cantante Steve Perry, quien había pasado recientemente por la ruptura de su grupo Alien Project. Tras oír una demo de Perry (que Jack Villanueva le había hecho llegar), Herbie supo que había que hacer un cambio. Tras un interesante entretiempo durante el que Perry fue presentado a la banda (se le dijo a Fleischman que Perry era el primo portugués de Villanueva), Fleischman fue despedido. Perry hizo su debut público con Journey en el Old Waldorf en San Francisco, el 28 de octubre de 1977.
Perry conoció a Schon, y la pareja rápidamente escribió su primera canción, "Patiently", que aparecería en el disco Infinity de 1978. Perry aportó su voz de contratenor, limpia y poderosa, a canciones como "Lights," "Wheel in the Sky," y "Anytime." Además, el productor de Queen, Roy Thomas Baker (originalmente traído por Fleischman) ayudó a darle más capas al sonido de la banda. Los cambios funcionaron, y Journey saltó al estrellato. Infinity llegó al puesto Nº 21 en ventas de discos y le dio a Journey su primer disco de platino.
Sin embargo, no todos los miembros del grupo estaban felices con la nueva dirección musical. En septiembre de 1978, el baterista Aynsley Dunbar fue despedido y reemplazado por Steve Smith, quien había estudiado jazz en la prestigiosa escuela Berklee en Boston, Massachusetts. El siguiente álbum de la banda, Evolution produjo el primer sencillo Top 20 de Journey, "Lovin', Touchin', Squeezin.'"
El álbum Departure (1980) extendió el ascenso del grupo, llegando al n.º 8 en ventas de discos. «Any Way You Want It» fue un éxito Top 25 con amplia difusión en la radio. Luego, Journey fue a Japón a grabar la banda sonora de la película Dream After Dream, a petición del director de dicho filme.
En este punto, los conciertos en vivo eran llenados por fanáticos que favorecían la nueva dirección musical del grupo, con algunos celebrando a Perry como alguna vez se hizo con Elvis Presley (sin embargo, el grupo tocaba sus viejas canciones durante los descansos de Perry tras bambalinas). Journey estaba destinado al éxito en gran escala, y a inicios de 1981 lanzó un disco en vivo llamado Captured, grabado durante los conciertos de la gira Departure en 1980. Las primeras 5 canciones del disco fueron del concierto del 8 de agosto en el Fórum de Montreal (Quebec). Otras 2 fueron de conciertos en Tokio y el resto del Cobo Hall en Detroit.
Exhausto de tanto salir de gira, Rolie dejó el grupo, siendo esta la segunda vez que abandonaba una banda exitosa en su carrera. Recomendó a Jonathan Cain de The Babys para que lo reemplazara. Como si pudiera predecir el ambiente musical de los 1980s, Cain favoreció el uso del sintetizador por encima del órgano Hammond de Rolie. El grupo sabía que se les estaba uniendo un gran teclista, pero ignoraban lo poderoso de las habilidades de Cain para escribir canciones.

### Éxito comercial masivo 1981-83

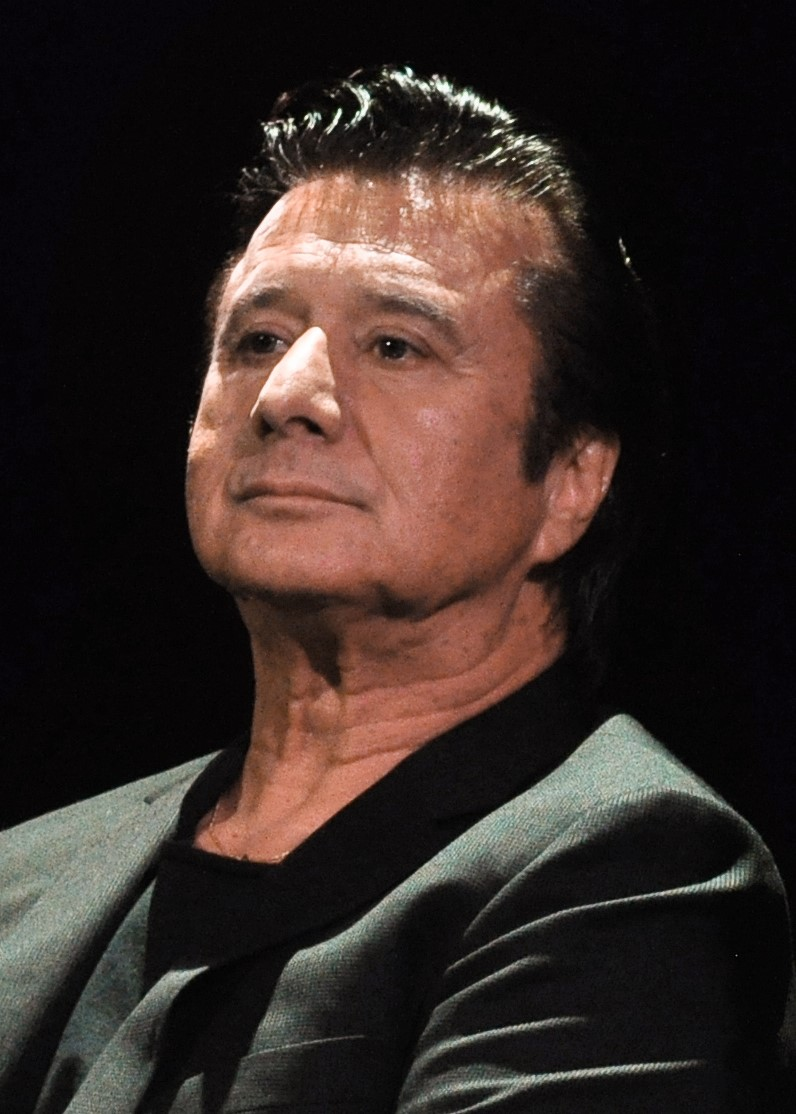
Steve Perry, vocalista más reconocido de Journey

En 1981, el séptimo disco de estudio de Journey, Escape llegó al n.º 1 de las listas, y finalmente se convirtió en su disco más vendido y popular, siendo 9 veces disco de platino. Los sencillos «Who's Crying Now», «Don't Stop Believin'» y «Open Arms» llegaron al Top 10. El trabajado sonido de la banda, encabezada por el distintivo sonido (y pronto, ampliamente imitado) de Steve Perry, se convirtió en una presencia popular en la radio. El canal MTV grabó uno de sus dos conciertos a sala llena en Houston, Texas, el 6 de noviembre de 1981 en frente de más de 20.000 aficionados.
En particular, «Don't Stop Believin'» mostraba lo bien logrado del rango de contratenor de Perry en conjunto con el piano de Cain y la dinámica guitarra de Schon. «Open Arms», que estuvo 6 semanas en el n.º 2 en las listas de popularidad, ayudaron a establecer a Journey como el estándar del rock de los años ochenta.
Tal éxito le valió poco a Journey con los críticos de música. La Rolling Stone Record Guide de 1983 le dio a cada uno de sus discos solo una estrella, y el crítico Dave Marsh escribió que «Journey era un callejón sin salida para el rock de San Francisco... excesiva trivialidad... banalidad... una explotación de un acto cínico». Marsh luego añadió Escape como uno de los peores discos en llegar al n.º 1 en la historia. Con justicia o no, los críticos a menudo categorizaban a Journey con otros actos de rock corporativo como Foreigner, Asia y Survivor. Journey también fue uno de los primeros grupos en ser patrocinado por una empresa grande, Budweiser, al cual mencionaban en las portadas de sus discos. Esto contribuyó a su imagen negativa de rock corporativo, o más precisamente, rock patrocinado por empresas. El representante Herbie Herbert, sin embargo, comentó al respecto que «se debe sembrar mientras dure la primavera» La banda claramente había cortado con sus raíces hippies de Haight-Ashbury.
En 1982, la banda aportó la canción «Only Solutions» a la película Tron de Disney. Casualmente, ese mismo año Journey se volvió el primer grupo en inspirar un videojuego: el arcade Journey por Bally/Midway, y Journey Escape de Data Age, para el Atari 2600.
El próximo disco de Journey, Frontiers (1983), continuó su éxito comercial. Llegó al n.º 2 de ventas, y produjo 4 sencillos exitosos, de los cuales «Faithfully» y «Separate Ways» llegaron a n.º 12 y 8, respectivamente. La presencia de Cain continuó siendo fuerte en este disco, tanto por ser cantautor (él solo escribió «Faithfully») como por su uso de sintetizadores.
Había llegado la era de MTV, y la popularidad de Journey se incrementó por un vídeo musical de corte documental acerca de «Faithfully», que mostraba a varios miembros del grupo con sus familias de gira, y que ayudó a que la canción se ganara un lugar, junto con «Turn the Page» de Bob Seger y «The Load's Out» de Jackson Browne, como una canción favorita para conciertos. Las escenas del documental fueron rodadas en Estadio JFK en Filadelfia, Pensilvania, con más de 80.000 aficionados presentes.
Poco tiempo después, la banda recibió una petición de un joven moribundo de 16 años llamado Kenny Sykaluk, quien luchaba contra la fibrosis quística. Kenny quería conocer a la banda. Journey honró el deseo de Kenny, y no sólo lo visitaron en su cama, sino que le obsequiaron un walkman con su último sencillo, «Only the Young». Kenny murió en menos de un día después. En el episodio de Behind the Music de Journey, Jonathan Cain lloró al recordar la visita a Kenny, mientras que Neal Schon dijo que dicha visita «cambió mi forma de ver la vida».

### Caminos separados 1984-94
El cantante Steve Perry recibió mucho del crédito por el éxito de Journey. En 1984, lanzó un disco como solista, Street Talk, el cual tuvo éxito y lanzó un sencillo popular, cuyo vídeo fue emitido en MTV, llamado «Oh Sherrie». Perry también grabó Don't Fight It (1982), con Kenny Loggins. El guitarrista Neal Schon produjo dos discos con Jan Hammer en 1981 y 1983, y en 1985 fue parte del proyecto Hagar Schon Aaronson Shrieve (junto a Sammy Hagar, Kenny Aaronson y Michael Shrieve).
Tras el lanzamiento de su disco en solitario, Perry tomó el control de la dirección musical en estudio de la banda. Para decepción del representante Herbie Herbert, el bajista Ross Valory y el baterista Steve Smith fueron despedidos de la banda por diferencias musicales y profesionales, y en 1986 Journey lanzó su álbum Raised on Radio como un trío Perry, Schon, y Cain. Varios músicos de estudio llenaron las dos vacantes, entre ellos el ahora jurado de American Idol, Randy Jackson y el establecido músico de estudio Larrie Londin. La producción se detuvo constantemente, debido a la decadente salud de la madre de Perry, Mary Pereira. Al final, el álbum vendió dos millones de copias. Una truncada gira le siguió, presentando a Jackson en el bajo y a Mike Baird en la batería. Luego, Perry, exhausto de tantas giras, sufriendo por la reciente muerte de su madre (con quien tuvo una relación muy cercana) y el colapso de su relación de 6 años con Sherrie Swafford, dejó Journey en 1987, terminando el recorrido de la banda en la cima.
A pesar de trabajar en un proyecto en solitario en 1989 titulado Against The Wall, el cual finalmente fue desechado, Steve Perry abandonó la industria musical por varios años antes de grabar «For the Love of Strange Medicine» en 1994 y lanzar un compilado de grandes éxitos en 1998. Neal Schon y Jonathan Cain hicieron equipo con los ex-Babys (la antigua banda de Cain), John Waite y Ricky Phillips, formando Bad English con el baterista Deen Castronovo en 1988. Además, cada uno grabó discos en solitario. Luego, Schon y Castronovo se unieron al grupo del cuñado de Schon, Hardline.
Steve Smith se metió de lleno en su proyecto de jazz, Vital Information, el cual eventualmente llegó a desarrollar un grupo de fanáticos de tamaño respetable. En 1991, Ross Valory, Steve Smith, y Greg Rolie se unieron a The Storm con el cantante Kevin Chalfant y el guitarrista Josh Ramos.
De 1987 a 1995, Journey observó cómo crecía la venta de sus discos. Lanzaron tres recopilatorios, los cuales lograron excelentes ventas. En 1993, Kevin Chalfant (de The Storm) tocó con los miembros de Journey en algunos conciertos, y Schon, Cain, Valory, Smith y Rolie consideraron brevemente una reunión bajo el nombre de Journey con Chalfant como cantante, pero al final tal proyecto no fructificó. Ese año, Steve Perry propuso volver a la banda bajo la condición de que se cambiara de representante. Herbie Herbert fue despedido y se eligió a Irving Azoff, y en 1995 Perry volvió una vez más a Journey.

### Reunión 1995-97
En 1995, la formación que tenía Journey en 1981 volvió a juntarse. Perry, Schon, Smith, Cain, y Valory volvieron al estudio y produjeron el famoso disco Trial by Fire en 1996, que incluye los éxitos «When You Love a Woman» y «Message of Love», nominado a un Grammy.
Tras el éxito de Trial by Fire, los miembros de Journey se prepararon para una gira prometedora. La sensación causada en los medios y la emoción alrededor de volver a ver a la banda de gira fueron intensas, pero todo esto llegó a un abrupto final cuando Perry se lastimó la cadera en una caminata en Háwai. Perry probablemente iba a necesitar un reemplazo de cadera. A pesar de esto, le fue difícil tomar una decisión respecto a su estado de salud (pues le era imposible presentarse en el escenario sin someterse a dicha cirugía), pero en 1998 la banda lo presionó para que tomara una decisión. Cuando Perry rehusó a operarse, Cain y Schon decidieron continuar la banda sin él. El baterista Steve Smith decidió dejar la banda en esa misma época, para volver a Vital Information.
En febrero de 2001, la banda participó en un episodio de Behind the Music en VH1, pero algunos comentarios hechos durante la grabación del programa contribuyeron a calentar los ánimos entre Perry y el resto de la banda. Ese mismo año, Herbie Herbert ofreció una entrevista en la que él daba su propia opinión acerca de la historia del grupo. Luego, en 2003, Robert Fleischman comentó su propia participación en el grupo. Archivado el 24 de agosto de 2010 en Wayback Machine.

### Después de Perry

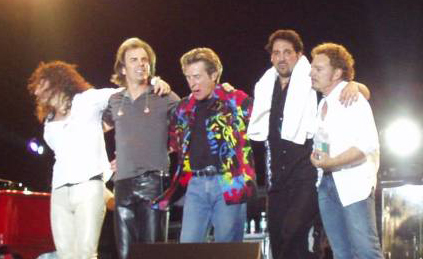
Journey en el 2002: Steve Augeri, Jonathan Cain, Ross Valory, Deen Castronovo y Neal Schon

En 1998 Journey se vio buscando baterista y cantante. La plaza de baterista fue llenada por Deen Castronovo, compañero de Schon y Cain en Bad English, y que entonces tocaba con Hardline. El nuevo cantante fue Steve Augeri, anteriormente de Tyketto y Tall Stories. Augeri había abandonado el negocio de la música y trabajaba como gerente en una tienda de The Gap en Nueva York. Augeri recibió una llamada telefónica de Schon, quien había escuchado su demo. Schon lo invitó a audicionar para la banda y, a pesar de no haber cantado mucho en tiempos recientes, impresionó a los miembros de Journey lo suficiente como para obtener el trabajo.
El parecido de Augeri con Perry, tanto visual, vocal, y hasta en su nombre, causó cierto revuelo entre los fanáticos más antiguos, ayudado por la popularidad de internet y sus foros. Algunos fanes rechazaron a un Journey sin Steve Perry. Otros se volvieron verdaderos fanes de Steve Augeri, culpando a Perry por la decaída popularidad de la banda. Pero la mayoría de los fanáticos dudaron del cambio y (tras oírlo en vivo o en disco) aceptaron a Steve Augeri. Además de su talento, esto tenía mucho que ver con la personalidad del nuevo cantante: era extremadamente amable y simpático con cada nuevo fanático que conocía.
La nueva formación de Journey rápidamente volvió a trabajar, grabando una canción para la película Armageddon llamada «Remember Me». En 2001, lanzaron su siguiente disco de estudio, Arrival. El disco originalmente fue publicado en Japón a finales de 2000, pero debido a que algunas de las canciones del disco se filtraron y terminaron en internet con comentarios mayormente negativos de los fanes por su sonido de balada, Journey decidió demorar un poco el lanzamiento de dicho disco en Estados Unidos y añadir dos canciones más pesadas para la versión estadounidense. «All the Way», de dicho disco, se convirtió en un éxito menor.
En 2003, la banda lanzó un CD con cuatro canciones titulado Red 13, cuyo diseño de portada fue escogido en un concurso de fanes. En 2005, la banda se embarcó en su gira de 30 aniversario, regalando copias promocionales de su último lanzamiento de estudio, Generations para ganadores seleccionados en cada concierto. Tales conciertos, que duraban tres horas, eran divididos en dos partes: la primera con material de la época de su mayor fama (algunas de esas canciones, tocadas en vivo por primera vez en décadas), mientras que la segunda parte comprendía Escape y otros.

### Otros sucesos
La reputación de Journey ante la crítica no mejoró al cabo del tiempo: la edición de 2004 del Rolling Stone Album Guide llama a Journey el «acto de karaoke perfecto», y no le da más de dos estrellas y media (de cinco posibles) a ninguno de sus discos.
Varias bandas tributo de Journey se han formado por todo Estados Unidos, con distintos grados de éxito (usualmente en escala local), y el cantante Kevin Chalfant de The Storm ocasionalmente se juntaba con The Gregg Rolie Band para tocar algunos éxitos de Journey de la época 1978-1980.
Aunque ha sido criticado como un grupo de orden corporativo, Journey ha retenido una masa de fanes fiel a lo largo de su carrera; su música aparece en programas de TV y películas. La radio a menudo toca sus éxitos, exponiendo su música a nuevas generaciones de oyentes. Journey ganó nuevas atenciones en la década del 2000, debido a que Randy Jackson, tras su participación con Journey, se convirtió en un ejecutivo musical muy exitoso, y luego en juez de American Idol. Vídeos de Jackson con la banda se han mostrado en el programa, y varios de los participantes han intentado cantar canciones de Journey. Los más recordados han sido Clay Aiken cantando «Open Arms» en una semifinal (y luego a dúo con Kelly Clarkson en una gira de conciertos), y Elliott Yamin, también con dicha canción, en la semifinal de 2006.
Judy Torres lanzó una versión del sencillo «Faithfully» en 2005. La canción «Don't Stop Believin'» se convirtió en un himno de batalla de la Serie Mundial de 2004, donde los campeones Medias Rojas de Boston ganaron la serie tras ir abajo 3 juegos a 0 contra los Yankees en la serie de división de la Liga Americana y también en 2005, donde en el desfile de la victoria de los Chicago White Sox, Steve Perry fue invitado para que cantara con miembros del equipo.
El 6 de febrero de 2005 «Don't Stop Believin'» salió en un anuncio de FedEx, en el que salía Burt Reynolds y que fue programado durante el Super Bowl XXXIX. En diciembre de 2005, «Don't Stop Believin'» llegó al n.º 13 en la lista Hot Digital Songs, y fue nominada para dos categorías en unos premios de VH1. En julio de 2007, la canción apareció en la escena final de la serie de HBO The Sopranos. Petra Haden lanzó un cover de la canción en septiembre de 2007.
En 2003, Journey fue admitido al Salón de la Fama de la Música de San Francisco. A la ceremonia asistieron Gregg Rolie, Jonathan Cain, Steve Smith, Ross Valory, Neal Schon, Aynsley Dunbar, Deen Castronovo, y Steve Augeri. Dos años más tarde, el 21 de enero de 2005, Journey recibió una estrella en el Paseo de la Fama de Hollywood, y Steve Perry apareció de sorpresa en la ceremonia. Las relaciones con el resto del grupo mejoraron, pero Perry dijo que no había posibilidad de una reunión con su antigua banda en el futuro cercano. Diez miembros de Journey se juntaron ese día: Perry, Augeri, Cain, Castronovo, Dunbar, Fleischman, Schon, Smith, George Tickner, y Valory.
En 2009, la serie Glee, del canal Fox, hace varias referencias a Journey en diferentes capítulos de la primera temporada, siendo Don't Stop Believin' la canción principal del primer capítulo de la serie. En la temporada final, se realiza un «Journey Medley».

### El asunto del vocalista, de nuevo

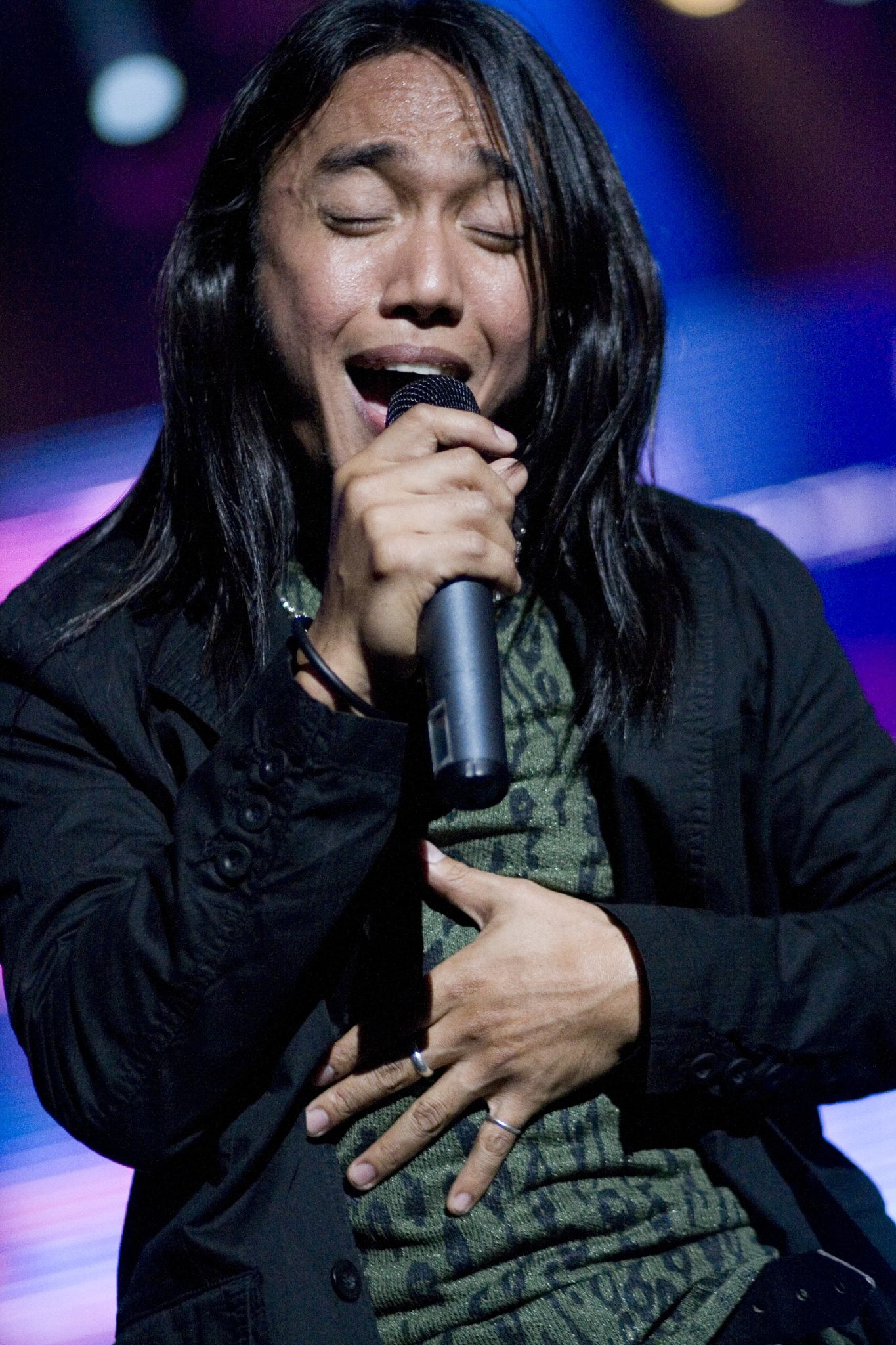
Arnel Pineda, nuevo cantante de Journey.

En julio de 2006, Steve Augeri comenzó a experimentar problemas con su voz y fue obligado a renunciar. Anunció que dejaría la banda por un tiempo debido a una infección en la garganta que requería que dejara descansar a sus cuerdas vocales.  La banda trajo a Jeff Scott Soto para sustituirlo. Además, Deen Castronovo, quien llevaba tiempo cantando los coros e incluso sustituyendo a Augeri como cantante, cantó en power ballads como «Faithfully» y «Open Arms». El 19 de diciembre de 2006 la banda emitió un comunicado en su página oficial, donde nombraban a Soto como vocalista permanente. Sin embargo, el 12 de junio de 2007, Journey anunció la salida de Soto.
El breve periodo de Jeff Scott Soto como vocalista se parece al igualmente breve periodo de Robert Fleischman en la misma posición en 1977, de la cual salió la decisión de contratar a Steve Perry. Los fanes especulan que la banda persigue la misma cadena de sucesos que hace 30 años les dio resultado.
En septiembre de 2007, empezaron a circular fotos del poco conocido cantante Arnel Pineda con Journey. En el sitio oficial de Journey se da el comunicado oficial que Arnel Pineda será el nuevo vocalista oficial. Pineda tocaba con el grupo The Zoo el cual se dedicaba a tocar versiones de varias bandas. Neal Schon lo encontró por YouTube. Se contactó con él y luego de una soberbia audición fue incorporado a la banda. Su primera presentación oficial con Journey se realizó el 21 de febrero del 2008 en el Festival Internacional de la Canción de Viña del Mar en Chile con una transmisión televisiva en conjunto para 80 países y en vivo por señales locales, de cable y el canal A&E. Pineda derrochó energía y logró cautivar a todo el público con su voz muy parecida a la de Steve Perry y su gran presencia escénica, rejuveneciendo a la banda y dejando en segundo plano su carácter de absoluto novato. Los periódicos y sitios de Internet de foros audiovisuales tipo YouTube se plagaron a los pocos minutos de sendos elogios para el nuevo vocalista y a su vez la prensa especializada nacional como extranjera alabó la presentación del grupo.
Journey dio luego un concierto en el Estadio San Carlos de Apoquindo de Santiago, Chile, el 23 de febrero del 2008 junto a Peter Frampton y Earth, Wind & Fire, constituyéndose Chile en la única parada que se realizaría en Sudamérica con un gran éxito.
Su siguiente álbum, Revelation, debutó en el n.º 5 en las listas de Billboard, vendiendo más de 196.000 unidades en sus dos primeras semanas y manteniéndose en el top 20 durante 6 semanas. Journey también encontró el éxito en las listas contemporáneas, donde el sencillo «After All These Years» pasó más de 23 semanas alcanzando el número 9. Los ingresos procedentes de la gira del 2008 la convirtieron en una de las más taquilleras del año, recaudando más de 35 millones de dólares. El 18 de diciembre de 2008, el álbum Revelation fue certificado disco de platino por la RIAA. El segundo álbum de la banda con Pineda, Eclipse, fue lanzado el 24 de mayo de 2011, y debutó en el n.º 13 en el Billboard 200. En noviembre de 2011, Journey lanzó su segunda recopilación de grandes éxitos, titulada Journey: Greatest Hits: Volume 2, que incluye canciones escogidas por el exvocalista Steve Perry. Durante la gira del año 2015, el baterista Deen Castronovo fue reemplazado por el músico de sesión Omar Hakim. Luego la banda anunció que Steve Smith retornaría nuevamente a ocupar el puesto de baterista en Journey.
25 de Junio 2021 nuevo single de Journey
«The Way We Used To Be» es la primera canción que se estrena con la formación actual de Journey, compuesta por el guitarrista Neal Schon, el cantante Arnel Pineda y el teclista Jonathan Cain junto con las últimas incorporaciones: el batería Narada Michael Walden, el bajista Randy Jackson y teclista y cantante Jason Derlatka. A lo largo de diferentes entrevistas, el guitarrista Neal Schon ha dado a entender que esta nueva entrega discográfica está bastante avanzada, y que con suerte verá la luz antes de que termine el presente ejercicio. “Ya tenemos como seis temas rockeros», comentaba Schon en una entrevista con Rock & Review de FOX17 a finales del pasado año, y añadía que publicaran unos tres singles antes de estrenar el álbum completo e iniciar su gira de presentación.
29 de Julio de 2021 Deen Castronovo vuelve a Journey
El guitarrista de Journey, Neal Schon, ha confirmado en las redes sociales que el ex baterista Deen Castronovo se ha reincorporado a la banda.
Schon confirmó el regreso de Castronovo en una serie de comentarios en Facebook debajo de una historia del San Francisco Chronicle sobre Journey, que compartió el miércoles. Un fan comentó en la publicación, «Entonces, ¿Deen Castronovo está de vuelta en la banda ahora a tiempo completo?» a lo que Schon respondió simplemente, «Sí».
Respondiendo a otro fan que imploró a la banda que «traigan de vuelta a Deen de nuevo», escribió Schon, «Deen ha vuelto. Ahora somos dobles (2) bateristas con Narada [Michael Walden, que se unió a la banda en 2020]».
Schon no reveló hasta qué punto Castronovo participará en los espectáculos de Journey inmediatos y futuros.
El guitarrista insinuó del regreso de Castronovo el martes cuando tuiteó una foto que parecía ser de los ensayos del concierto del viernes por la noche de la banda en el Aragon Ballroom en Chicago, que precede a la actuación del domingo de Journey en Lollapalooza. «Ok … Doble problema Chicago @NaradaMWalden @DeenTheDrummer Narada Michael Walden y el regreso de Deen Castronovo a la batería @AragonBallroom @lollapalooza», subtituló Schon en su publicación.

## Discografía

### Álbumes de estudio
- 1975: Journey
- 1976: Look into the Future
- 1977: Next
- 1978: Infinity
- 1979: Evolution
- 1980: Departure
- 1981: Escape
- 1983: Frontiers
- 1986: Raised on Radio
- 1996: Trial by Fire
- 2001: Arrival
- 2005: Generations
- 2008: Revelation
- 2011: Eclipse
- 2022: Freedom

### Álbumes en vivo
- 1981: Captured
- 1998: Greatest Hits Live
- 2005: Live In Houston 1981 From The Escape Tour
- 2014: The Frontiers Tour

### Álbumes compilatorios
- 1980: In the Beginning
- 1988: Greatest Hits
- 1991: The Ballade
- 1992: Time
- 2001: The Journey Continues
- 2001: The Essential Journey
- 2004: Open Arms
- 2006: The Best of the Best Gold
- 2008: Don't Stop Believin': The Best of Journey
- 2011: Greatest Hits - Volume 2

### Bandas sonoras
- 1980: Dream, After Dream

### Vídeos
- «Faithfully» (1983)
- Chain Reaction (1983)
- After the fall (1983)
- Separate Ways (1983)
- Frontiers and Beyond (1984)
- Girl can't help it (1986)
- When you love a woman(1996)
- Journey 2001 (2001)
- Greatest Hits 1977-1997 (2004)
- Live in Houston 1981: The Escape Tour (2005)
- Live in Manila (2010)

### Apariciones en películas y series
Don't stop believin Monster «Any Way You Want It» - Caddyshack (1980)
- «Open Arms» - Banda sonora de Heavy Metal (1981)
- «Open Arms» - Banda sonora de The Last American Virgin (1982)
- «Only Solutions» y «1990s Theme» - Banda sonora de Tron (1982)
- «Ask the Lonely» - Banda sonora de Two of a Kind (1983)
- «After the Fall» - Banda sonora de Risky Business (1983)
- «Only the Young» - Banda sonora de Vision Quest (1984)
- "Be Good to Yourself" - White Water Summer (1987)
- «Happy to Give» - North Shore (1987)
- «Don't Stop Believin'» - Banda sonora de The Wedding Singer (1998)
- «Remember Me» - Banda sonora de Armageddon (1998)
- «Don't Stop Believin'» - Banda sonora de Scrubs, Episodio 2.º, tercera temporada
- «Don't Stop Believin'» - Monster Soundtrack (2003)
- «Don't Stop Believin'» - Caso abierto capítulo 2x17 (Schandenfreuden) (2005)
- «Faithfully» - Loco Por La Velocidad (2006)
- «Don't Stop Believin'» - Los Soprano capítulo final (2007)
- «Wheel in the Sky» - Sobrenatural Episodio 3º Segunda temporada
- «Wheel in the Sky» - My name is Earl
- «Separate Ways» - Banda sonora de Si Señor (2008)
- «Don't Stop Believin'» - Banda sonora De Cuentos que no son cuento
- «Who's Cryin' Now» - Banda sonora De Monsters Vs. Aliens
- «Any Way You Want It» - The Big Bang Theory Episodio 15, 2.º, segunda temporada (2008)
- «Open Arms» - Cold Case, episodio «Ghost of My Child» (2008)
- «Any Way You Want It» - Six Feet Under Episodio 7, 5.ª temporada (2005)
- «Any Way You Want It» - Los Simpsons
- «Any Way You Want It» - House M.D. 8.ª temporada (2012)
- «Any Way You Want It» -  Chuck  Episodio 1, Primera temporada (2007)
- «Don't Stop Believin'» - Family Guy
- «Don't Stop Believin'» - Glee, episodio «Pilot» (2010)
- "Any Way You Want It/Lovin' touchin' squeezing" - Glee, episodio «Sectionals» (2010)
- «Faithfully» - Glee, episodio «Sectionals» (2010)
- «Don't Stop Believin'» - The Losers (2010)
- «Separate Ways (Worlds Apart)» - Tron: Legacy (2010)
- «Don't Stop Believin'» - El Oso Yogi (2010)
- «Don't Stop Believin'» - La era del Rock, (2012)
- «Any Way You Want It» - La era del Rock, (2012)
- «Faithfully» - Here comes the boom, (2012)
- «Don't Stop Believin'» - Glee, episodio «Sweet Dreams» (2013)
- «Don't Stop Believin'» - (Shrek Ogrorisa La Navidad)
- «Don't Stop Believin'» - Glee, episodio «New, New Directions» (2014)
- «Separate Ways (Worlds Apart)» - Stranger Things Episodio 8, Cuarta temporada (2022)

### Sencillos
| Año  | Título                                  | U.S. Hot 100 | U.S. Mainstream Rock | U.S. AC | UK Singles Chart | Álbum                         |
| ---- | --------------------------------------- | ------------ | -------------------- | ------- | ---------------- | ----------------------------- |
| 1975 | «Of a Lifetime»A                        | -            | -                    | -       | -                | Journey                       |
| 1975 | «In My Lonely Feeling»A                 | -            | -                    | -       | -                | Journey                       |
| 1975 | «Mystery Mountain»A                     | -            | -                    | -       | -                | Journey                       |
| 1976 | «Midnight Dreamer»A                     | -            | -                    | -       | -                | Look into the Future          |
| 1976 | «On a Saturday Nite»A                   | -            | -                    | -       | -                | Look into the Future          |
| 1976 | «I'm Gonna Leave You»A                  | -            | -                    | -       | -                | Look into the Future          |
| 1976 | «Anyway»A                               | -            | -                    | -       | -                | Look into the Future          |
| 1977 | «Look into the Future»A                 | -            | -                    | -       | -                | Look into the Future          |
| 1977 | «Spaceman»A                             | -            | -                    | -       | -                | Next                          |
| 1977 | «People»A                               | -            | -                    | -       | -                | Next                          |
| 1977 | «Nickel and Dime»A                      | -            | -                    | -       | -                | Next                          |
| 1977 | «I Would Find You»A                     | -            | -                    | -       | -                | Next                          |
| 1978 | «Wheel in the Sky»                      | 57           | -                    | -       | -                | Infinity                      |
| 1978 | «Feeling That Way/Anytime»              | 83           | -                    | -       | -                | Infinity                      |
| 1978 | «Lights»                                | 68           | -                    | -       | -                | Infinity                      |
| 1979 | «Just the Same Way»                     | 58           | 1                    | 5       | 90               | Evolution                     |
| 1979 | «Lovin', Touchin', Squeezin'»           | 16           | -                    | -       | -                | Evolution                     |
| 1979 | «Lovin' You is Easy»                    | -            | -                    | -       | -                | Evolution                     |
| 1980 | «Too Late»                              | 70           | -                    | -       | -                | Evolution                     |
| 1980 | «Any Way You Want It»                   | 23           | -                    | -       | -                | Departure                     |
| 1980 | «Walks Like a Lady»                     | 32           | -                    | -       | -                | Departure                     |
| 1980 | «Good Morning Girl/Stay Awhile»         | 55           | -                    | -       | -                | Departure                     |
| 1981 | «The Party's Over (Hopelessly in Love)» | 34           | 2                    | -       | -                | Captured                      |
| 1981 | «Who's Cryin' Now»                      | 4            | 4                    | -       | 46               | Escape                        |
| 1981 | «Don't Stop Believin'»                  | 9            | 8                    | -       | 62               | Escape                        |
| 1982 | «Open Arms»                             | 2            | 35                   | 7       | -                | Escape                        |
| 1982 | «Still They Ride»                       | 19           | 47                   | 37      | -                | Escape                        |
| 1982 | «Only Solutions»                        | -            | 22                   | -       | -                | Banda sonora de Tron          |
| 1983 | «Separate Ways (Worlds Apart)»          | 8            | 1                    | -       | -                | Frontiers                     |
| 1983 | «Faithfully»                            | 12           | -                    | 24      | -                | Frontiers                     |
| 1983 | «Send Her My Love»                      | 23           | -                    | 27      | -                | Frontiers                     |
| 1983 | «After the Fall»                        | 23           | 30                   | -       | -                | Frontiers                     |
| 1983 | «Ask the Lonely»A                       | -            | -                    | -       | -                | Banda sonora de Two of a Kind |
| 1984 | «Chain Reaction»A                       | -            | -                    | -       | -                | Frontiers                     |
| 1985 | «Only the Young»                        | 9            | 3                    | -       | -                | Banda sonora de Vision Quest  |
| 1986 | «Be Good to Yourself»                   | 9            | 2                    | -       | -                | Raised on Radio               |
| 1986 | «Suzanne»                               | 17           | 11                   | -       | -                | Raised on Radio               |
| 1986 | «Girl Can't Help It»                    | 17           | 9                    | -       | -                | Raised on Radio               |
| 1987 | «I'll Be Alright Without You»           | 14           | 26                   | 7       | -                | Raised on Radio               |
| 1987 | «Why Can't This Night Go on Forever»    | 60           | -                    | 24      | -                | Raised on Radio               |
| 1993 | «Lights» (en vivo)                      | 74           | -                    | 30      | -                | Time3                         |
| 1996 | «When You Love a Woman»                 | 12           | -                    | 1       | -                | Trial by Fire                 |
| 1996 | «Message of Love»                       | -            | 18                   | -       | -                | Trial by Fire                 |
| 1996 | «Can't Tame the Lion»                   | -            | 33                   | -       | -                | Trial by Fire                 |
| 1996 | «If He Should Break Your Heart»A        | -            | -                    | -       | -                | Trial by Fire                 |
| 2001 | «Higher Place»A                         | -            | -                    | -       | -                | Arrival                       |
| 2001 | «All the Way»                           | -            | -                    | 22      | -                | Arrival                       |
| 2001 | «With Your Love»A                       | -            | -                    | -       | -                | Arrival                       |
| 2005 | «The Place in Your Heart»A              | -            | -                    | -       | -                | Generations                   |

- A No entró en las listas de popularidad.

## Miembros

### Actuales
- Neal Schon - guitarra principal, voz (1973-1987, 1992, 1996-presente)
- Jonathan Cain - teclados, piano, guitarra rítmica, voz (1980-1987, 1996-presente)
- Randy Jackson - bajo, coros (1985-1987, 2020-presente)
- Deen Castronovo - batería, percusión, voz (1998-2015, 2021-presente)
- Arnel Pineda - voz (2007-presente)
- Jason Derlatka - teclados (2019-presente)
- Narada Michael Walden - batería, percusión (2020-presente)

### Anteriores
- Prairie Prince - batería, percusión (1973-1974)
- George Tickner - guitarra rítmica, coros (1973-1976)
- Gregg Rolie - teclados, piano, armónica, voz (1973-1980)
- Ross Valory - bajo, coros (1973-1985, 1996-2020)
- Aynsley Dunbar - batería, percusión (1974-1979)
- Robert Fleischman - voz, teclado ocasional (1977)
- Steve Perry - voz (1977-1987, 1992, 1995–1998), teclados y piano ocasionales (1977-1987, 1995–1998)
- Steve Smith  - batería, percusión (1979-1985, 1996-1998, 2015-2020)
- Steve Augeri - voz, guitarra rítmica ocasional (1998-2006)
- Jeff Scott Soto - voz (2006-2007)